# Bobtail
Bobtail este o rasă de câini ciobănești de vânătoare. Este cel mai vechi dintre ei și singurul specific insular. A fost creat, din câte se pare, în sud-vestul Angliei. Se presupune că din această rasă se trag câinele ciobănesc scoțian Bearded Collie, ciobănescul rus Owtzar și ciobănescul maghiar Puli. Bobtail descinde în linie directă din renumiții câini ciobănești ai antichității și este cunoscut de peste o mie de ani pentru calitățile sale deosebite manifestate în conducerea și supravegherea turmelor de oi (de unde i se trage și ce-a de-a doua denumire). Particularitatea acestui câine o reprezintă lipsa cozii, pe care, în cazul în care mai există la naștere, ciobanii i-o taie în primele zile. De altfel, numele acestei rase este foarte sugestiv: „bob” însemnând scurt, iar „tail” – coadă („Bobtail” – cu coadă scurtă). O altă particularitate a câinelui cu coadă scurtă este și curiosul său mers „în buiestru”.

## Istorie

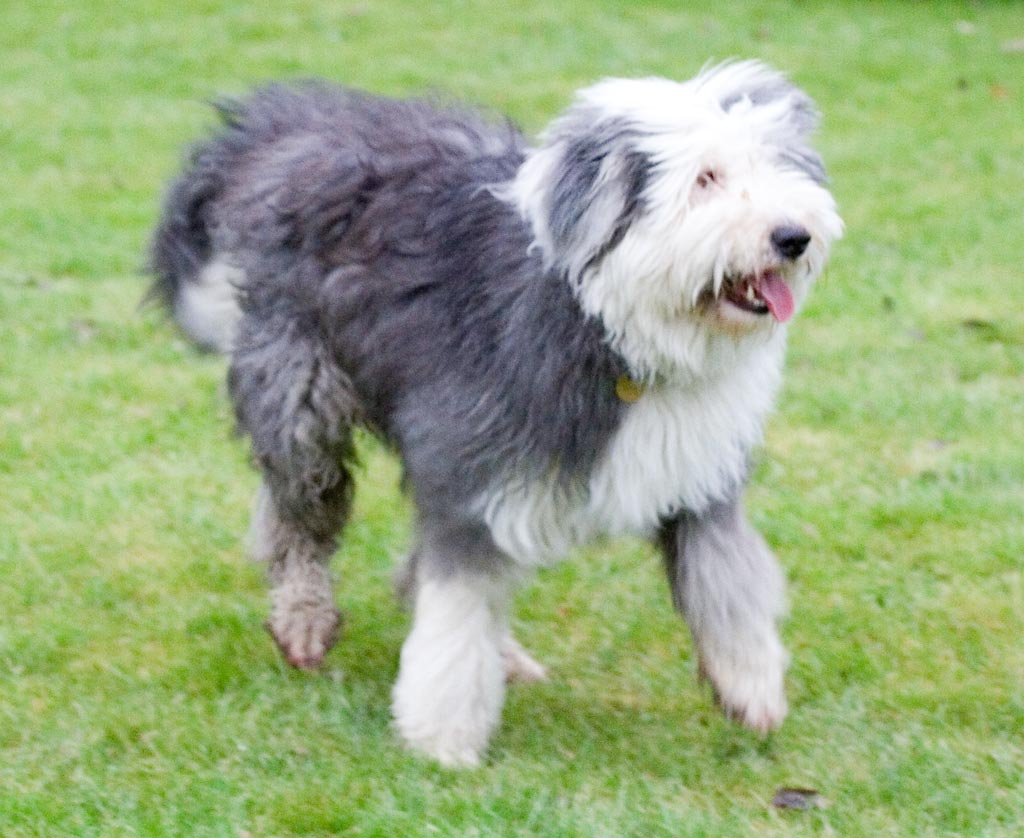
Un Bobtail alergând prin iarbă.

Este cel mai vechi câine englez a cărui origine nu este stabilită exact. Se presupune că are aceeași origine cu ciobănescul Briard și anume ciobănescul persian și dezvoltat de-a lungul anilor. A căpătat numele de Bobtail pentru că se naște cu coada scurtă. În trecut stăpânii săi îi tăiau coada pentru a nu plăti impozitul perceput pe câinii de lux. În formarea rasei o contribuție importantă a avut-o rasa Bearded Collie. Bobtail-ul a fost observat pentru prima dată în zonele de sud-vest ale Angliei și prezentată pentru prima dată la un show canin în 1873 la Birmingham, fiind de la început remarcată ca și rasă de calitate ce a devenit foarte populară încă de la început, caracterele de rasă nefiind schimbate de la recunoașterea oficială ca și rasă și până în prezent. Bobtail a fost exportat în SUA încă din anul 1880 la cinci familii foarte bogate, fiind foarte popular și în SUA.

## Descriere fizică

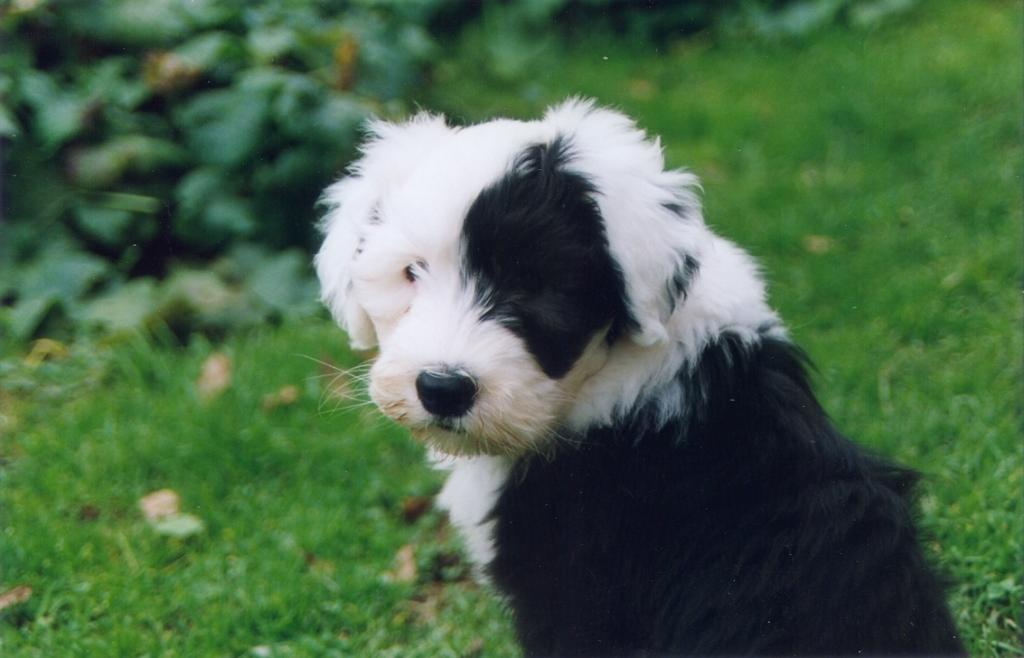
Un tânăr Bobtail de culoare albă și neagră.

Este un câine de talie mare, puternic, cu un corp destul de scurt cu aspect pătrat, îndesat și robust. Capul este mare, mai mult pătrat, cu botul egal ca lungime cu craniul, arcade proeminente. Ochii sunt de culori diverse (căprui, albaștri sau o combinație a acestor două culori) și nu se văd pe sub bogata podoabă capilară. Urechile sunt de mărime mijlocie, rotunde la vârf și lăsate. Coada este scurtă, poate fi tăiata sau se naște fără coadă. Blana este dublă cu un strat interior des și impermeabil. Stratul exterior este lung, des, aspru, ce acoperă tot corpul, inclusiv picioarele și are culoare gri în toate nuanțele cu sau fără pete albe.

## Personalitate
Bobtail este un câine inteligent, voios, activ, destul de adaptabil, prietenos aproape cu toată lumea, inclusiv cu copiii, străinii sau alte animale. Nu este prea gălăgios, îi place să facă parte dintr-o familie, este devotat stăpânului.

## Întreținere

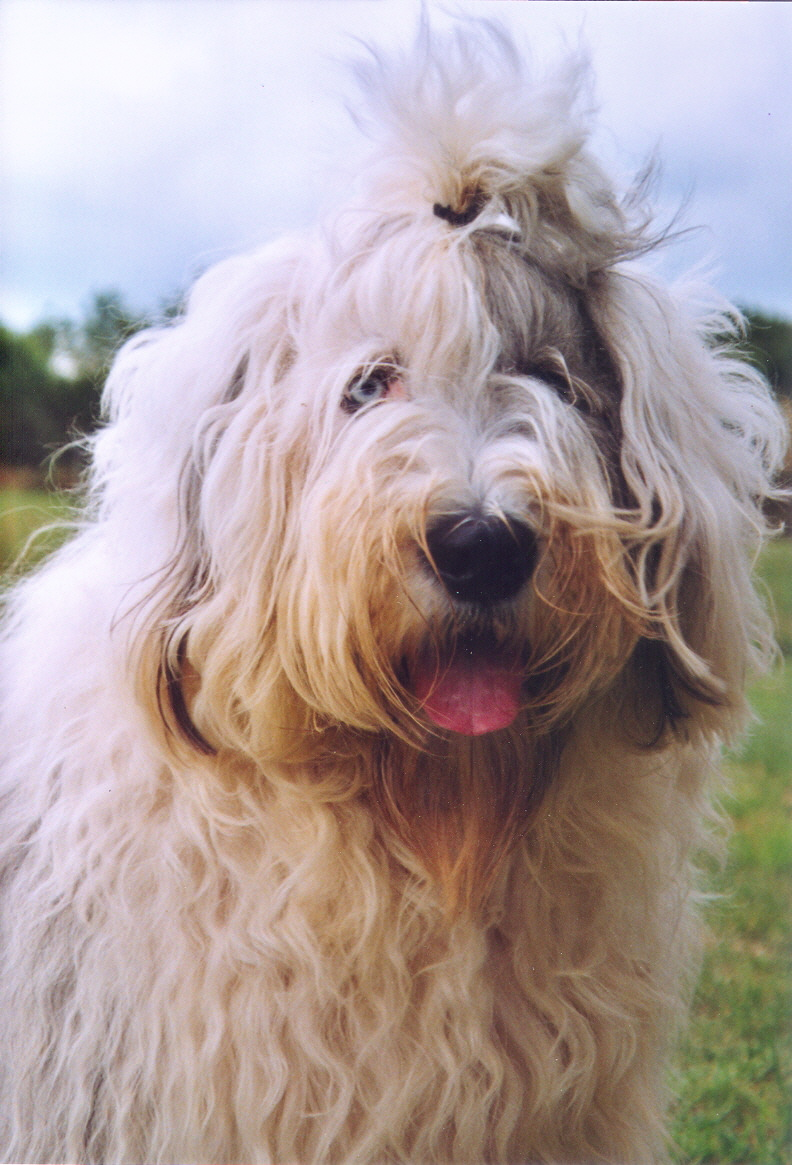
Un Bobtail.

### Îngrijire
Necesită îngrijire permanentă. Periajul se începe de când este mic și se face frecvent (săptămânal), intens, mai ales în perioadele de năpârlire când îi cade foarte mult păr. Acest lucru reprezintă un incovenient pentru cei care doresc sa îl țină în casă, chiar dacă este un bun și liniștit companion. Trebuie înlăturat părul în exces din urechi și dintre pernuțele de la picioare.

### Boli
Bolile frecvente ale rasei Bobtail sunt displazia de șold, cataracta, glaucomul, entropionul, diabetul, hipoacuzie (surditate), afecțiuni ale tiroidei, alergii și afecțiuni ale pielii. De asemenea, Bobtail-ul este sensibil la acțiunea soarelui, din această cauză insolația este un serios pericol pentru această rasă, la și cancerul în general ca și afecțiune. Bobtail-ul este în general sensibil la razele solare, sensibilitate ce se manifestă în special la ochi, aceștia sunt acoperiți în permanență de păr, având rolul de protecție și de filtrare a razelor solare, astfel se evită afecțiunile globului ocular.

### Condiții de viață
Este rezistent la intemperii. Nu are nevoie de un stăpân cu prea multă experiență în creșterea câinilor, deoarece nu are un caracter dominant. Are un nivel de activitate moderat, nu necesită exerciții consecvente.

### Dresaj
Nu este greu de dresat, deoarece este ascultător și vrea să facă pe plac stăpânului, se poate face un dresaj blând și consecvent.

## Utilitate
Este un bun câine de pază al turmelor și al locuinței. Este un bun animal de companie plăcându-i joaca cu copiii.

## Caracteristici
- Înălțime: Masculii au înălțimea de 56-61 cm, iar femelele – 51-56 cm
- Greutate: Masculii au greutatea de 29 kg, iar femelele – 27 kg, unii câini pot ajunge chiar și la 45 kg
- Durata de viață: 10-12 ani